# Urmince
Urmince (maďarsky Nyitraörmény) jsou obec na Slovensku v okrese Topoľčany. Žije zde přibližně 1 400 obyvatel.

## Historie
Vznik obce se předpokládá ze starého slovanského osídlení datuje do 11. – 12. století. První písemná zmínka pochází z roku 1156. Další písemná zmínka je z roku 1291, kde je vesnice jmenována jako Eurmen. Pozdější názvy byly např. z roku 1335 jako Urmen, v roce 1786 nesly název Urmincze a od roku 1920 jsou to Urmince, maďarsky Ürminc, Nyitraőrmény. Ves postupem doby náležela mnoha majitelům, v roce 1753 ji vlastnila manžela hraběte Erdödyho. V roce 1715 měla ves 22 domácností, v roce 1720 zde fungoval mlýn. v roce 1787 žilo v 71 domech 458 obyvatel a v roce1828 žilo 468 obyvatel v 67 domech. V roce 1831 obec postihla epidemie cholery, která si vyžádala 74 obětí.
K obci patří také osada Kľačany, která je zmiňována již roku 1316.

## Přírodní poměry
Urmince leží 8 km na jihozápad od okresního města Topoľčany. Geograficky obec leží ve střední části Nitranské pahorkatiny v mírně zvlněné Bojnianské pahorkatině na severovýchodním úbočí vrchu Viecha (199 m n. m.) na obou stranách dolního toku potoku Bojnianky. Území se rozkládá v nadmořské výšce v rozmezí 168–238 m, střed obce leží ve výšce 199 m n. m. Povrch tvoří mladší terciérní usazeniny pokryté spraší. Celková rozloha území obce je 10,909 km², z toho v roce 2020 připadalo 88 % na zemědělskou půdu. Celkové využití půdy (2020): 81 % orná půda a tři procenta vinice a zahrady. Sousedními obcemi:
| Velké Dvorany |                           | Nemčice   |
| Horné Štitáre |                           | Chrabrany |
|               | Ludanice, Horné Obdokovce |           |

Středem obce prochází silnice II/514 spojující města Topoľčany a Hlohovec.

## Památky
V obci se nachází římskokatolický kostel svatého Michaela archanděla z roku 1932.